# Fissidens brevifrons
Fissidens brevifrons är en bladmossart som beskrevs av Mitten 1879. Fissidens brevifrons ingår i släktet fickmossor, och familjen Fissidentaceae. Inga underarter finns listade i Catalogue of Life.